# Army of Two: The 40th Day
Army of Two: The 40th Day er et computerspil af typen third-person shooter, udviklet af Electronic Arts (EA), udgivet på Xbox 360 og Playstation 3, d. 5. januar 2010, i Europa. Spillet finder sted i Shanghai. Udviklerne har fokuseret meget på co-op-delen.[kilde mangler]